# Bigboss
Bigboss (Eigenschreibung: bigboss) ist der Name eines Gesellschaftsspiels, das 1968 von Harald Riehle bei der IWA Rechenschieberfabrik (welche noch drei weitere Eigenkreationen vertrieb) entwickelt und vertrieben wurde.

## Ausgaben
1969 erhielt es einige Modifikationen und wurde fortan unter der Bezeichnung Hallo Boss (Eigenschreibung: hallo boss) und ab 1972 als Play Boss (Eigenschreibung: play boss) vertrieben. Ab 1977 erschien das Spiel in einer abermals modifizierten Variante fast zwanzig Jahre lang bei Ravensburger unter dem Namen Playboss (Eigenschreibung: PLAYBOSS). Die letzte Version erschien 1998 unter dem Namen Econy bei dem gleichnamigen Verlag.
Wolfgang Kramer entwickelte ein anderes Spiel unter dem Namen Big Boss, welches 1994 erschien.

## Spiel
Bigboss ist ein Wirtschaftssimulationsspiel für 3 bis 9 Mitspieler, wobei bei 9 Spielern, einer als Verwalter fungiert. Die Spieler befinden sich als Pöppel auf einem Rundkurs und können Rohwaren kaufen, diese in Fabriken in Fertigwaren umwandeln und wieder verkaufen. Nützlich dazu sind Maschinen und Computer. Der Würfel und die Ereigniskarten dienen als Glücksfaktor.

### Material und Ziel
Neben dem Spielplan, dem Spielgeld und den Spielfiguren, sowie den 22 Chips, 30 Ereigniskarten und dem sechsseitigen Würfel, findet man in der Schachtel noch 42 Waren, 21 Maschinen, 21 Maschinen-Erweiterungen und 8 Computer aus Plastik und 8 Firmenpläne. Gewonnen hat wer nach Ablauf der vorher festgelegten Spielzeit, das meiste Geld erwirtschaftete. 